# Liga de Campeones Femenina de la CAF 2024
La Liga de Campeones Femenina de la CAF 2024 fue la cuarta edición del torneo anual de clubes de fútbol de asociaciones femeninas africanas organizado por la CAF y que se celebró en Marruecos del 9 al 23 de noviembre de 2024.
El TP Mazembe de la República Democrática del Congo se coronó campeón por primera vez en su historia tras derrotar en la final por 1:0 al AS FAR de Marruecos y se clasificó automáticamente a la próxima edición de la competencia.

## Participantes
La clasificación para esta edición, al igual que en ediciones anteriores del torneo, consistió en seis torneos clasificatorios de subconfederaciones celebrados entre el 1 y el 30 de agosto de 2024, y cada confederación tuvo un representante. Como campeón defensor, Mamelodi Sundowns se clasificó automáticamente para la fase de grupos.
| Equipos participantes | Equipos participantes | Equipos participantes  | Equipos participantes |
| --------------------- | --------------------- | ---------------------- | --------------------- |
| AS FAR                | Mamelodi Sundowns     | U. of the Western Cape | Masar                 |
| Aguilas de la Médina  | Edo Queens F.C.       | CBE F.C.               | TP Mazembe            |

## Sorteo
El sorteo de la fase de grupos y las rondas finales se celebró el 18 de octubre de 2024 a las 11:00 GMT (12:00 hora local , UTC+1), en Salé, Marruecos.  Los ocho equipos clasificados fueron sorteados en dos grupos de cuatro equipos, con el anfitrión AS FAR asignado a la posición A1, y el campeón defensor Mamelodi Sundowns asignado a la posición B1.

## Sede
Marruecos fue anunciado como el país anfitrión de la Liga de Campeones Femenina de la CAF 2024 el 15 de octubre de 2024. Dos sedes albergarán el torneo.
| Marruecos            | Marruecos            | Marruecos         |
| -------------------- | -------------------- | ----------------- |
| Casablanca           | Casablanca El Jadida | El Jadida         |
| Estadio Larbi Zaouli | Casablanca El Jadida | Estadio El Abdi   |
| Capacidad: 18,000    | Casablanca El Jadida | Capacidad: 20,000 |
|                      | Casablanca El Jadida |                   |

## Fase de grupos
Todas las horas son WAT (UTC+1).

### Grupo A
| Equipo              | PJ | PG | PE | PP | GF | GC | Dif | Pts |
| ------------------- | -- | -- | -- | -- | -- | -- | --- | --- |
| AS FAR (H)          | 3  | 3  | 0  | 0  | 8  | 1  | +7  | 9   |
| TP Mazembe          | 3  | 2  | 0  | 1  | 7  | 3  | +4  | 6   |
| UWC Ladies          | 3  | 1  | 0  | 2  | 2  | 4  | −2  | 3   |
| Aigles de la Médina | 3  | 0  | 0  | 3  | 0  | 9  | −9  | 0   |

| 9 de noviembre de 2024 | TP Mazembe                       | 2:0     | UWC Ladies | Estadio El Abdi, El Jadida       |                                  |
| 15:00                  | - Lacho Marta 61' - Kanjinga 77' | Reporte |            | Árbitro(s): Shahenda El-Maghrabi | Árbitro(s): Shahenda El-Maghrabi |

| 9 de noviembre de 2024 | AS FAR                             | 3:0     | Aigles de la Médina | Estadio El Abdi, El Jadida       |                                  |
| 18:00                  | - El Madani 9', 29' - Rabbah 45+4' | Reporte |                     | Árbitro(s): Antsino Twanyanyukwa | Árbitro(s): Antsino Twanyanyukwa |

| 12 de noviembre de 2024 | UWC Ladies              | 2:0     | Aigles de la Médina | Estadio El Abdi, El Jadida    |                               |
| 15:00                   | - Kobo 50' - Ndlovu 66' | Reporte |                     | Árbitro(s): Aline Marie Etong | Árbitro(s): Aline Marie Etong |

| 12 de noviembre de 2024 | AS FAR                             | 3:1     | TP Mazembe  | Estadio El Abdi, El Jadida |                           |
| 18:00                   | - El Madani 50' - Mssoudy 52', 58' | Reporte | - Obono 11' | Árbitro(s): Natacha Konan  | Árbitro(s): Natacha Konan |

| 15 de noviembre de 2024 | UWC Ladies | 0:2     | AS FAR                      | Estadio El Abdi, El Jadida  |                             |
| 18:00                   |            | Reporte | - El Madani 35' (pen.), 62' | Árbitro(s): Suavis Iratunga | Árbitro(s): Suavis Iratunga |

| 15 de noviembre de 2024 | Aigles de la Médina | 0:4     | TP Mazembe                                        | Estadio Larbi Zaouli, Casablanca |                                  |
| 18:00                   |                     | Reporte | - Lacho Marta 49' - Kreto 51', 64' - Kanjinga 71' | Árbitro(s): Antsino Twanyanyukwa | Árbitro(s): Antsino Twanyanyukwa |

### Grupo B
| Equipo            | PJ | PG | PE | PP | GF | GC | Dif | Pts |
| ----------------- | -- | -- | -- | -- | -- | -- | --- | --- |
| Edo Queens        | 3  | 2  | 1  | 0  | 5  | 1  | +4  | 7   |
| FC Masar          | 3  | 2  | 1  | 0  | 3  | 1  | +2  | 7   |
| Mamelodi Sundowns | 3  | 1  | 0  | 2  | 5  | 3  | +2  | 3   |
| CBE               | 3  | 0  | 0  | 3  | 1  | 9  | −8  | 0   |

| 10 de noviembre de 2024 | Mamelodi Sundowns | 0:1     | FC Masar                 | Estadio Larbi Zaouli, Casablanca |                             |
| 15:00                   |                   | Reporte | - Niyonkuru 45+4' (pen.) | Árbitro(s): Suavis Iratunga      | Árbitro(s): Suavis Iratunga |

| 10 de noviembre de 2024 | CBE | 0:3     | Edo Queens                               | Estadio Larbi Zaouli, Casablanca |                         |
| 18:00                   |     | Reporte | - Essien 5' - Ijamilusi 54' - Osigwe 80' | Árbitro(s): Sabah Sadir          | Árbitro(s): Sabah Sadir |

| 13 de noviembre de 2024 | Mamelodi Sundowns                             | 4:0     | CBE | Estadio Larbi Zaouli, Casablanca |                            |
| 15:00                   | - Kgadiete 17', 30' - Rabale 25' - Daweti 37' | Reporte |     | Árbitro(s): Yacine Samassa       | Árbitro(s): Yacine Samassa |

| 13 de noviembre de 2024 | Edo Queens | 0:0     | FC Masar | Estadio Larbi Zaouli, Casablanca |                           |
| 18:00                   |            | Reporte |          | Árbitro(s): Aline Umutoni        | Árbitro(s): Aline Umutoni |

| 16 de noviembre de 2024 | Edo Queens                     | 2:1     | Mamelodi Sundowns | Estadio Larbi Zaouli, Casablanca |                               |
| 18:00                   | - Essien 90+5' - Mamudu 90+11' | Reporte | - Kgadiete 24'    | Árbitro(s): Vincentia Amedome    | Árbitro(s): Vincentia Amedome |

| 16 de noviembre de 2024 | FC Masar                             | 2:1     | CBE            | Estadio El Abdi, El Jadida   |                              |
| 18:00                   | - Niyonkuru 21' - Yasmin Mohamed 85' | Reporte | - Wakuma 90+4' | Árbitro(s): Josefina Wanjiku | Árbitro(s): Josefina Wanjiku |

## Fase final
El sorteo se realizó en Salé, Marruecos.

### Cuadro
|  | Semifinales                     | Semifinales                |   |                                 | Final                                | Final |  |
|  |                                 |                            |   |                                 |                                      |       |  |
|  |                                 |                            |   |                                 |                                      |       |  |
|  | 19 de noviembre Estadio El Abdi |                            |   |                                 |                                      |       |  |
|  | AS FAR                          | 2                          |   |                                 |                                      |       |  |
|  | FC Masar                        | 1                          |   |                                 |                                      |       |  |
|  |                                 |                            |   |                                 |                                      |       |  |
|  |                                 |                            |   |                                 | 23 de noviembre Estadio Larbi Zaouli |       |  |
|  |                                 |                            |   |                                 | AS FAR                               | 0     |  |
|  |                                 | TP Mazembe                 | 1 |                                 |                                      |       |  |
|  |                                 |                            |   |                                 |                                      |       |  |
|  |                                 |                            |   |                                 |                                      |       |  |
|  |                                 |                            |   |                                 | Tercer lugar                         |       |  |
|  | 19 de noviembre Casablanca      | 19 de noviembre Casablanca |   | 22 de noviembre Estadio El Abdi | 22 de noviembre Estadio El Abdi      |       |  |
|  | Edo Queens                      | 1                          |   | FC Masar                        | 0 (4)                                |       |  |
|  | TP Mazembe (t.s.)               | 3                          |   |                                 | Edo Queens                           | 0 (3) |  |

### Semifinales
| 19 de noviembre de 2024 | Edo Queens   | 1:3 (t. s.) | TP Mazembe                                                    | Estadio Larbi Zaouli, Casablanca, Marruecos |                             |
| 15:00                   | - Essien 65' | Reporte     | - Kanjinga 90' - Folorunsho 101' (a.g.) - Kasaj 105+3' (pen.) | Árbitro(s): Suavis Iratunga                 | Árbitro(s): Suavis Iratunga |

| 19 de noviembre de 2024 | AS FAR                         | 2:1     | FC Masar                 | Estadio El Abdi, El Jadida, Marruecos |                                  |
| 18:00                   | - Banouk 12' - El Madani 90+6' | Reporte | - Maya Ehab 90+5' (pen.) | Árbitro(s): Antsino Twanyanyukwa      | Árbitro(s): Antsino Twanyanyukwa |

### Tercer puesto
| 22 de noviembre de 2024 | FC Masar                                               | 0:0 (4:3 p.)               | Edo Queens                                         | Estadio El Abdi, El Jadida, Marruecos |                             |
| 18:00                   |                                                        | Reporte                    |                                                    | Árbitro(s): Alinear Umutoni           | Árbitro(s): Alinear Umutoni |
|                         |                                                        | Tiros desde el punto penal |                                                    |                                       |                             |
|                         | - Niyonkuru - Abdelwahed - Moustafa - Abouelwafa - Ali |                            | - Mafisere - Ilivieda - Essien - Ijamilusi - Olise |                                       |                             |

### Final
| 23 de noviembre de 2024 | AS FAR | 0:1     | TP Mazembe       | Estadio El Abdi, El Jadida, Marruecos                         |                                                               |
| 18:00                   |        | Reporte | Kasaj 10' (pen.) | Asistencia: 15 000 espectadores Árbitro(s): Vincentia Amedome | Asistencia: 15 000 espectadores Árbitro(s): Vincentia Amedome |